# 潘碧灵
潘碧灵（1964年6月—），中华人民共和国土家族政治人物、教育工作者，生于湖南省石门县，中国民主促进会会员，第十一届、第十二届、第十三届、第十四届全国政协委员，现任湖南省政协副主席。

## 生平
1981年，考入北京大学地理系自然地理专业，是高考恢复以后湖南省石门县第一个考上北京大学的学生。
1985年毕业后回到家乡湖南，先后在湖南省建委、省国土局、郴州市旅游局工作。2000年5月，任郴州市人民政府副市长。
2007年11月，到环保系统工作，先后担任湖南省环境保护局副局长、湖南省环境保护厅副厅长、湖南省生态环境厅副厅长等职务，期间于2017年9月明确为正厅长级。
2023年1月，当选为湖南省政协副主席。2023年2月，兼任湘潭大学校长，2024年10月卸任湘潭大学校长职务。